# Ірма Осадца
Ірма Осадца (англ. Irma Osadsa, 17 січня 1949, Ерланген, Німеччина) — українська мисткиня.

## Біографія
Ірма Осадца народилася 17 січня 1949 року в Ерланґені (Німеччина), де її батьки перебували в українських таборах для переміщених осіб. 1963 року разом із сім'єю переїхала до США.
Диплом бакалавра отримала 1972 року в Інституті мистецтв м. Клівленд (штат Огайо, США). Навчалася в школі мистецтв при Єльському університеті (штат Коннектикут, США), де отримала диплом магістра (1974).
Працює в техніці олійного, акрилового та акварельного живопису. Створює абстрактні композиції, засновані на геометричних формах для передачі простору, а також площинні декоративні роботи з орнаментами, натхненними писанками та вишивкою.
З 1970 року бере участь у колективних виставках. У 1971 році відбулася її перша індивідуальна виставка (місто Лейквуд, штат Огайо), відтоді щороку проходять її нові виставки в інших містах США.
З 1974 року проживає в Торонто, Канада. Член та секретар управи Української спілки образотворчих мистців Канади.
У 1999—2007 рр. Ірма Осадца була редактором Бюлетню Української спілки образотворчих мистців Канади (УСОМ), де подавались новини з діяльності УСОМ та її членів.